# Ministère de l'Économie et des Finances (Pérou)
Pour les autres articles nationaux ou selon les autres juridictions, voir Ministère de l'Économie et des Finances.
Le Ministère de l’Économie et des Finances est le département chargé de la politique économique de l’État péruvien et dont le but consiste à améliorer l’activité économique et financier du pays. De même, il a pour mission la régulation de l’activité macroéconomique et la promotion de la croissance économique péruvienne. Son chef actuel est la ministre María Antonieta Alva.

## Liste des ministres
- 2006 : Luis Carranza